# Dichromodes costinotata
Dichromodes costinotata là một loài bướm đêm trong họ Geometridae.